# Sherwin Siy
Sherwin Siy (1980/1981 – ngày 7 tháng 7 năm 2021) là luật sư và nhà hoạt động xã hội người Mỹ, từng đảm nhận việc quản lý chính sách công hàng đầu tại quỹ Wikimedia Foundation. Siy còn là thành viên và từng làm phó chủ tịch phụ trách pháp lý của nhóm quyền kỹ thuật số Public Knowledge có trụ sở tại Washington D.C. và là cố vấn đặc biệt cho Ủy ban Truyền thông Liên bang.